# Bussière-Nouvelle
Bussière-Nouvelle is een gemeente in het Franse departement Creuse (regio Nouvelle-Aquitaine) en telt 113 inwoners (2009). De plaats maakt deel uit van het arrondissement Aubusson.

## Geografie
De oppervlakte van Bussière-Nouvelle bedraagt 8,7 km², de bevolkingsdichtheid is dus 13 inwoners per km².

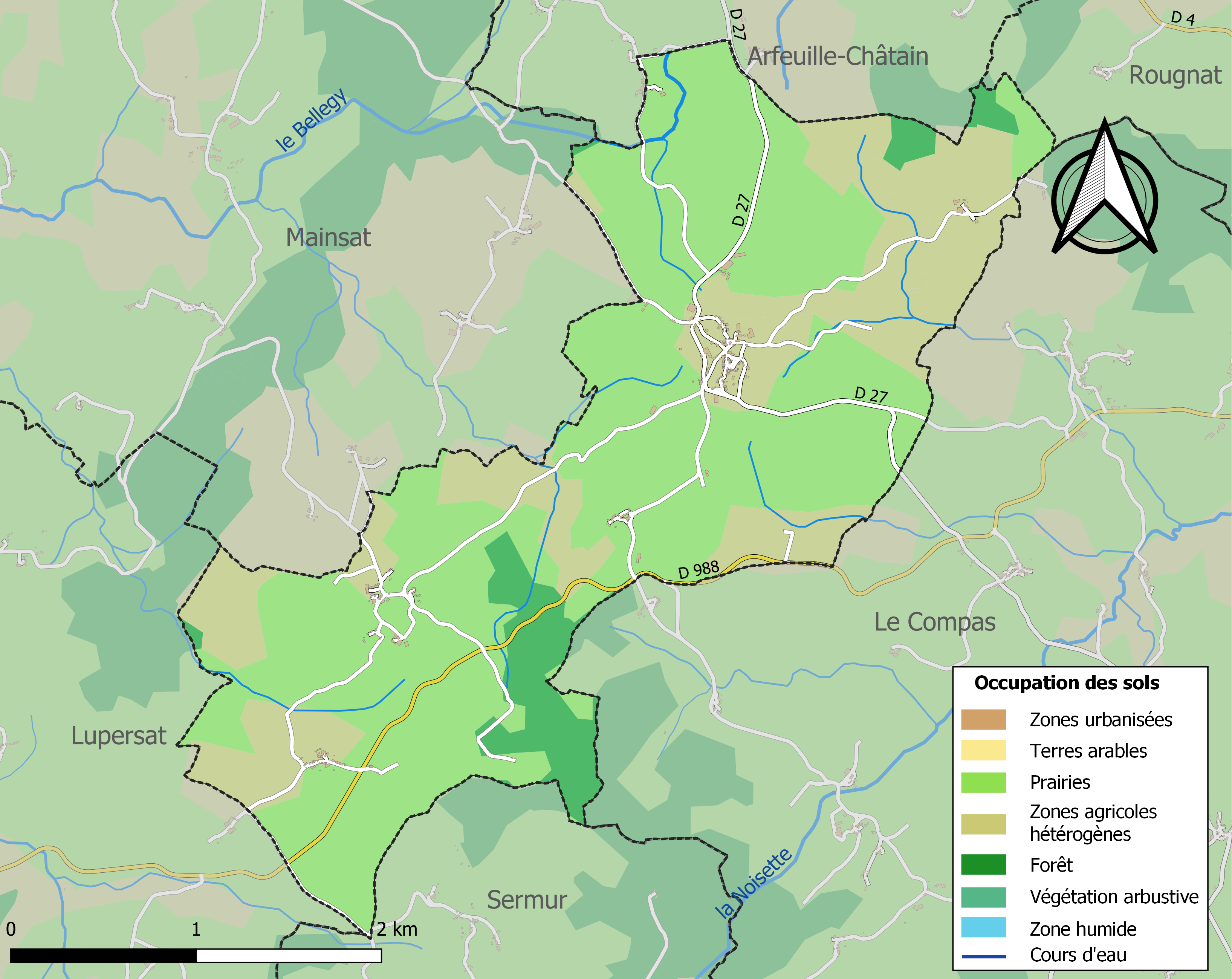
Kaart van de gemeente met de belangrijkste infrastructuur, bodemgebruik en omliggende gemeenten

## Demografie
Onderstaande figuur toont het verloop van het inwonertal (bron: INSEE-tellingen).